# GameSWF
GameSWF är en öppen källkodsspelare för visning av SWF-filmer. Det är skrivet i C++. Programmet stödjer plattformarna Windows, Mac OS och Linux, med hjälp av GCC och MSVC. Den innehåller kod för visning med hjälp av OpenGL. GameSWF används av andra projekt med öppen källkod, till exempel Gnash. GameSWF är inför-alfa kod.